# Gordon Stewart Northcott
Gordon Stewart Northcott (9. listopadu 1906 Bladworth, Saskatchewan – 2. října 1930 San Quentin, Kalifornie, USA) byl kanadský sériový vrah.
Narodil se v roce 1906 v kanadské provincii Saskatchewan, ale vyrůstal v Britské Kolumbii. V roce 1924 se s rodinou přestěhoval do Los Angeles. Jeho otec mu koupil pozemek v kalifornském Wineville a podporoval ho při budování nové drůbeží farmy. Northcott se stal známým tím, že v roce 1920 unesl několik dětí, které pohlavně zneužíval a poté zabil na své farmě. Jeho matka Sarah Louise Northcottová byla spolupachatelkou. Dne 19. září 1928 nedaleko Vernonu v Britské Kolumbii byli oba zatčeni kanadskou policií.
Oba byli vydáni zpět do Kalifornie, kde byli souzeni. Jeho matka se přiznala k vraždě Waltera Collinse, který žil v Los Angeles a zmizel po návštěvě kina 10. března 1928. Soud si nebyl jistý, zda přiznání bylo pravdivé, protože tělo oběti nebylo nikdy nalezeno. Přiznání ji zachránilo před trestem smrti a tak dne 31. prosince 1928 byla odsouzená na doživotí. Uvězněná byla ve státní věznici v California Correctional Institution, kde strávila 12 roků, pak byla propuštěná. Zemřela v roce 1944. V roce 1929 začal proces s Gordonem Northcottem v Riverside County. Dne 13. února 1929 ho soudce Richter Freeman odsoudil k trestu smrti. Byl oběšen 2. října 1930 ve věznici San Quentin.
Na motivy Northcottových činů byl natočen americký celovečerní film Výměna.